# Dehesa de Santa Fe
La Dehesa de Santa Fe es un espacio natural protegido, catalogado como parque periurbano, situado en el municipio de Santa Fe. Cuenta con 237,21 hectáreas comprendidas en su totalidad dentro del término municipal, si bien su demarcación comprende los límites geográficos de éste con otros municipios.

## Historia
El origen de la dehesa se encuentra en la cesión de los terrenos por parte de los Reyes Católicos al municipio santaferino, con el título de «Comunal de propios» para el aprovisionamiento de leña, pastoreo y cultivos de secano.
El 16 de octubre de 2003 se procedía a la publicación en el BOJA de su declaración como parque periurbano de acuerdo a la ley 2/1989, de 18 de julio, por la que se aprueba el Inventario de Espacios Naturales Protegidos de Andalucía, haciéndose efectiva el 13 de noviembre del mismo año.

### Actividades deportivas
Cada año se lleva a cabo el Trail Nocturno Dehesa de Santa Fe que, partiendo desde el centro de la localidad, recorre una totalidad de 14 y 22 kilómetros, según la modalidad en la Dehesa de Santa Fe. Esta prueba reúne cada año a cientos de corredores, siendo en su 5.ª edición un total de 233 participantes, viéndose afectada por la normativa sanitaria derivada de la pandemia de COVID-19.
Actualmente, el Ayuntamiento de Santa Fe tiene comtempladas rutas senderistas por la zona para fomentar la actividad deportiva de hasta 11 km, siendo las rutas propuestas bastante frecuentadas no solo por aficionados al senderismo sino también por ciclistas y corredores de fondo.

## Instalaciones
Actualmente el parque cuenta con distintas zonas recreativas que incluyen un mirador y merendero, así como varias mesas con bancos de madera y barbacoas de piedra para el uso y disfrute de los visitantes.
Además cuenta con la cercanía de las llamadas «aguas calientes», una serie de aguas termales muy populares entre los vecinos de la zona y visitantes, y con «Las Yeseras», antiguas zonas de extracción de yeso hoy en desuso y restauradas.

## Situación geográfica
La Dehesa de Santa Fe se halla en una situación de tránsito entre el fondo de la depresión y los relieves montañosos que la delimitan por la parte sur. Es un área de lomascon pendientes suaves que por este borde meridional de la llanura tienen unas unidades de modelado más extensas y bien conservadas, debido a la disposición tectónica de las alineaciones montañosas de las Sierras de Almijara y Tejeda, entre Sierra Gorda y la Meseta de Albuñuelas.
La dehesa se encuentra atravesada por varios barrancos que, de facto, ésta se encuentre dividida en dos zonas claramente diferenciadas, pero homogéneas en su composición de fauna y flora.

## Flora y fauna
La composición principal forestal atiende al Pinus halepensis, más conocido como pino carrasco, y la encina, especies comunes en la zona, aunque cuenta también con zona de pino negral. Respecto de los arbustos cabe destacarla coscoja, el romero y el tomillo.
En cuanto a la fauna que se puede encontrar en este espacio natural, destaca la presencia de aves como el búho real o el mochuelo y mamíferos como el zorro, tejón, conejo o murciélago.